# Csaba Tóth
Dans le nom hongrois Tóth Csaba, le nom de famille précède le prénom, mais cet article utilise l’ordre habituel en français Csaba Tóth, où le prénom précède le nom.
Csaba Tóth, né en 1960 à Zalaegerszeg, est une personnalité politique hongroise, député à l'Assemblée hongroise (huitième circonscription de Budapest), membre du groupe MSzP.